# Alessandro Sibilio
Alessandro Sibilio (ur. 27 kwietnia 1999 w Neapolu) – włoski lekkoatleta specjalizujący się w biegach płotkarskich i sprinterskich, olimpijczyk (2021, 2024).

## Kariera sportowa
Na arenie międzynarodowej odniósł następujące sukcesy:
| Rok  | Miejsce  | Zawody                                   | Konkurencja                          | Pozycja                   | Wynik                 |
| ---- | -------- | ---------------------------------------- | ------------------------------------ | ------------------------- | --------------------- |
| 2016 | Tbilisi  | mistrzostwa Europy juniorów młodszych    | bieg na 400 m ppł sztafeta szwedzka  | złoty medal               | 51,46 1:52,78         |
| 2017 | Grosseto | mistrzostwa Europy juniorów              | bieg na 400 m ppł sztafeta 4 × 400 m | srebrny medal złoty medal | 50,41 3:08,68         |
| 2018 | Tampere  | mistrzostwa świata juniorów              | bieg na 400 m ppł sztafeta 4 × 400 m | 8. miejsce złoty medal    | 52,38 3:04,05         |
| 2021 | Tallinn  | młodzieżowe mistrzostwa Europy           | bieg na 400 m ppł sztafeta 4 × 400 m | złoty medal srebrny medal | 48,42 (NU23R) 3:06,07 |
| 2021 | Tokio    | letnie igrzyska olimpijskie              | bieg na 400 m ppł sztafeta 4 × 400 m | 8. miejsce 7. miejsce     | 48,77 · 2:58,81       |
| 2023 | Chorzów  | drużynowe mistrzostwa Europy (I dywizja) | bieg na 400 m ppł                    | złoty medal               | 48,14                 |
| 2024 | Rzym     | mistrzostwa Europy                       | bieg na 400 m ppł                    | srebrny medal             | 47,50                 |
| 2024 | Paryż    | letnie igrzyska olimpijskie              | bieg na 400 m ppł sztafeta 4 × 400 m | półfinał 7. miejsce       | 48,79 2:59,72         |
| 2025 | Madryt   | drużynowe mistrzostwa Europy (I dywizja) | bieg na 400 m ppł                    | 4. miejsce                | 48,94                 |

Trzykrotny złoty medalista mistrzostw Włoch: w biegu na 400 metrów przez płotki (2019, 2021) oraz w sztafecie 4 × 400 metrów (2019).

## Rekordy życiowe
- stadion

- bieg na 400 m – 45,08 (18 czerwca 2022, Nocera Inferiore)
- bieg na 400 m ppł – 47,50 (11 czerwca 2024, Rzym) – rekord Włoch
- sztafeta 4 × 400 metrów – 2:58,81 (7 sierpnia 2021, Tokio) – rekord Włoch

- hala

- bieg na 400 m – 47,57 (3 marca 2018, Nantes)